# Сотол
Сотол е името на алкохолна напитка водеща произхода си от района на Мексико и южните щати на САЩ, която се приготвя от растението Dasylirion wheeler (известно още и като „сотол“ и „пустинна лъжица“; на английски: Desert Spoon).
Сотолът има дълга история. Още индианците от културата чихуахуа, преди над 800 години, произвеждат алкохолна бира от сотола. През 16 век, испанските колонизатори започват да прилагат европейски техники за дестилация на сотола и така се появява днешната алкохолна напитка сотол, която е близка до текилата.
Сотолът като напитка, според възрастта си, се дели на 3 категории:
- Plata (Плата) – току-що приготвен, пресен сотол.
- Reposado (Репосадо) – на няколко месеца до година.
- Añejo (Аньехо) – минимум на една година и по-отлежал.